# Ringstraße

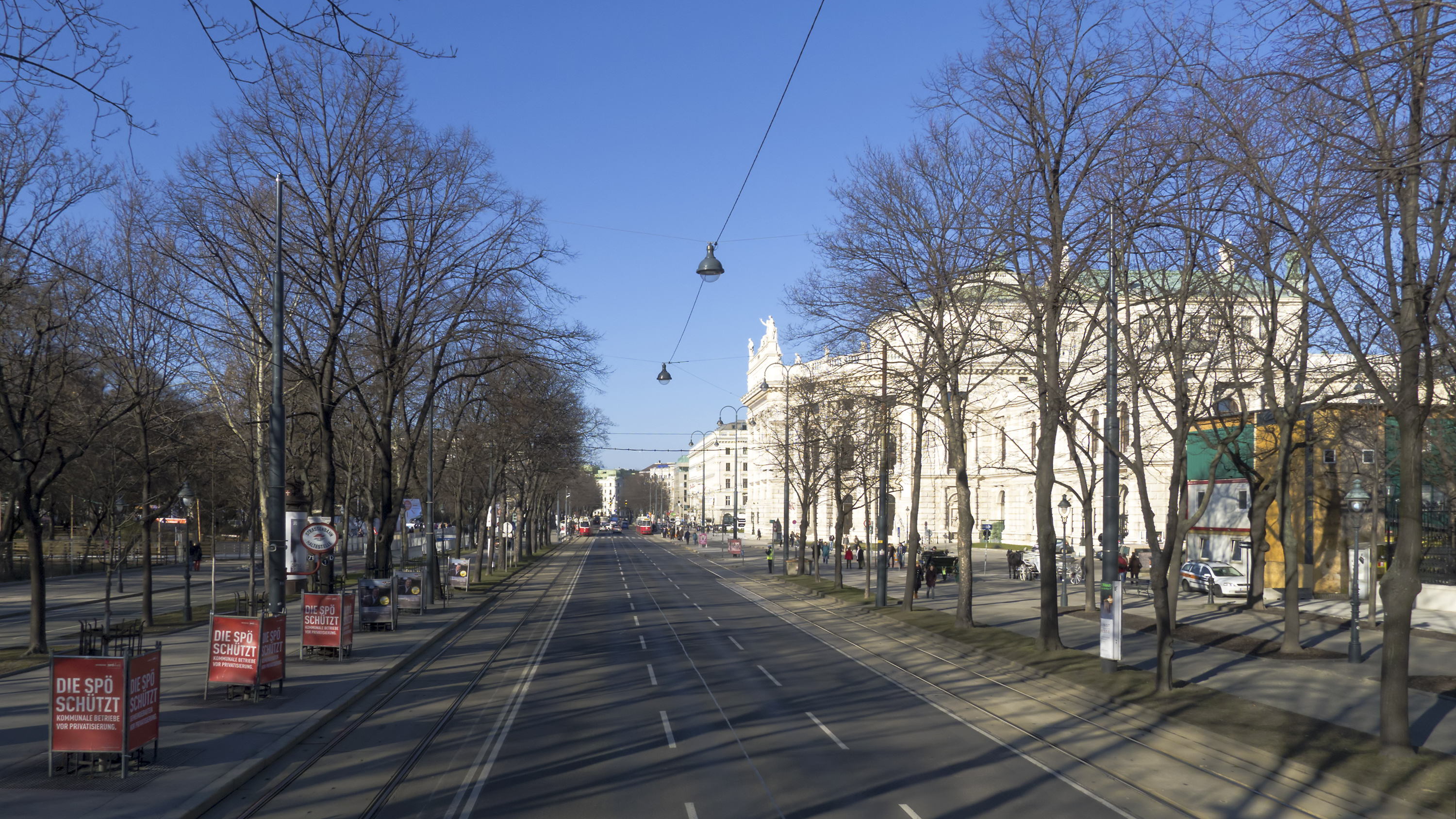
De Universitätsring

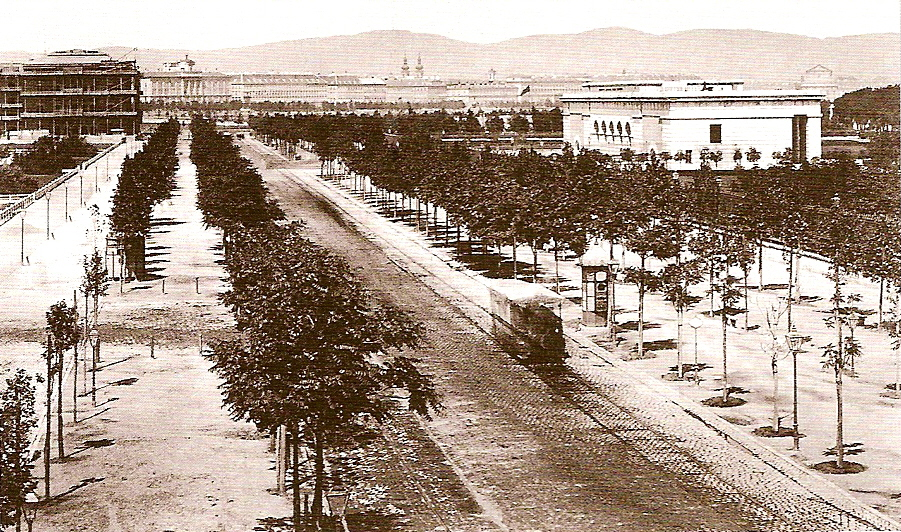
De Burgring in 1872

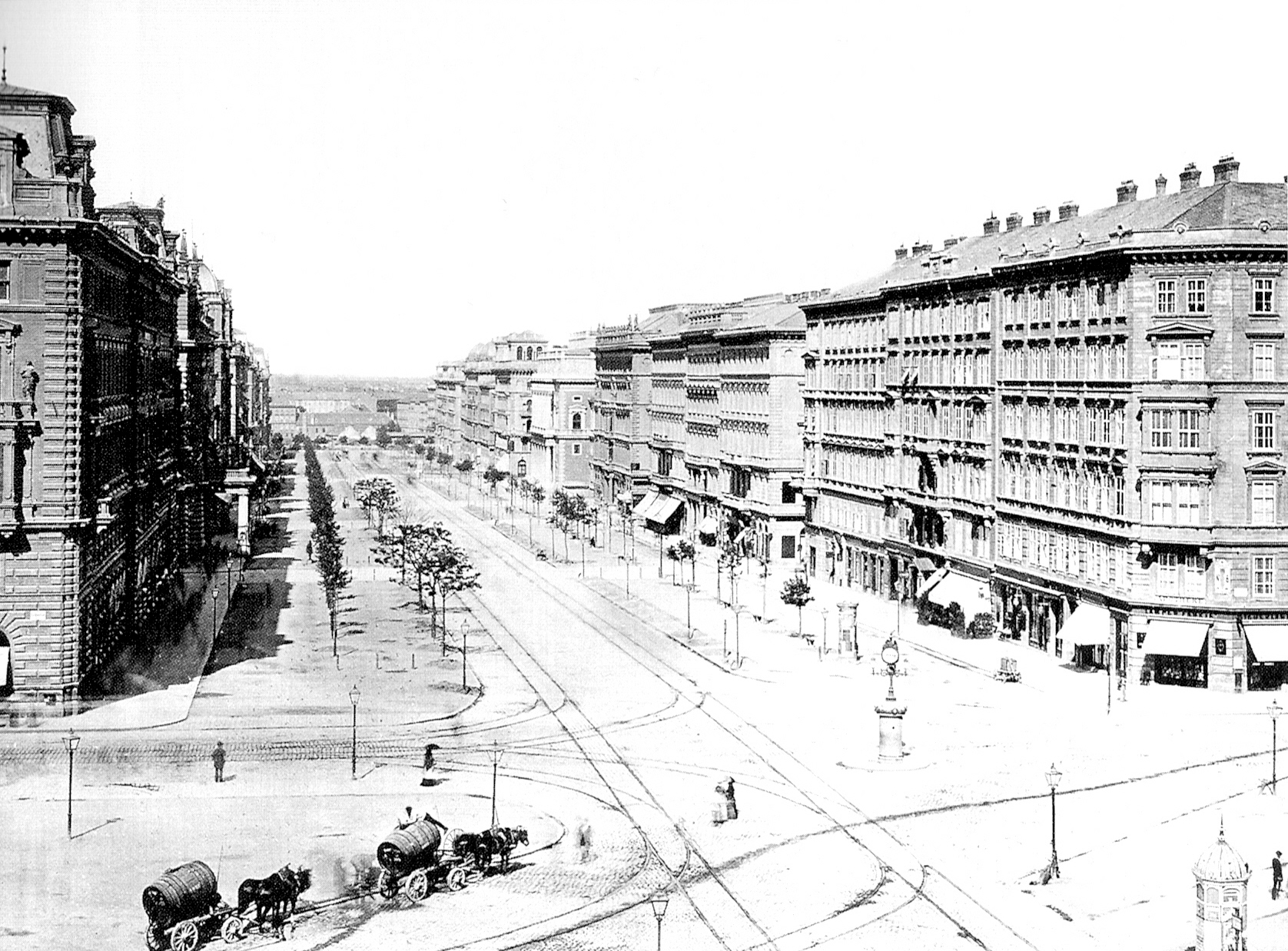
De Schottenring in 1875

De Ringstraße is de cirkelvormige boulevard rond het centrum van Wenen, aangelegd tussen 1857 en 1865. De Ringstraße werd in die jaren aangelegd op de plek van de oude stadsmuur uit de 13e eeuw, die zijn nut had verloren door de voortschrijding van de militaire techniek. De straat wordt omgeven door talrijke imposante bouwwerken, waaronder enkele van de bekendste van Wenen. Alle gebouwen werden in een historiserende stijl opgetrokken, die ook wel de Ringstraßestijl wordt genoemd.

## Geschiedenis
De straat werd gebouwd om de stadsmuur, die was gebouwd in de 13e eeuw en gefinancierd met het losgeld dat de Engelsen moesten betalen voor de vrijlating van Richard I van Engeland, te vervangen. De fortificaties hadden hun militaire nut verloren door de toegenomen kracht van artillerie.
In 1850 werden de Vorstädte (vandaag de districten II tot en met IX) die buiten de stadsmuren lagen, opgenomen in de gemeente. De oude stadsmuur vormde steeds meer een belemmering voor het verkeer tussen het oude centrum en de buitenwijken. In 1857 gaf keizer Frans Jozef opdracht tot de sloop van de stadsmuren en grachten. In zijn besluit stond de exacte omvang van de boulevard, en de locaties en functies van de toekomstige gebouwen. De straat was een keizerlijk project, voor de bouw ervan werd een keizerlijke bouwcommissie opgericht. De Ringstraße met de geplande gebouwen was bedoeld als pronkstraat die de glorie van het Habsburgse Rijk moest symboliseren.
Eind negentiende eeuw werd gedurende een periode van 50 jaar een groot aantal weelderige, openbare en particuliere gebouwen opgetrokken. Zowel de adel als de nouveau riches lieten opzichtige paleizen bouwen langs de straat. Vele gebouwen zijn gebouwd in de neostijlen neogotiek, neoclassicisme, neorenaissance en neobarok. Een van de eerste gebouwen was de Heinrichshof, eigendom van de bierbrouwer Heinrich Drasche, dat tegenover de Weense Staatsopera stond totdat het vernietigd werd bij een bombardement in 1945.
Latere wegbereiders van het architectonische modernisme, waaronder Adolf Loos, beschouwden de Ringstraße als een regelrechte mislukking. Loos' pamflet Ornament und Verbrechen uit 1907, waarin hij ornamenten in de bouwkunst als verkwistend bestempelde, was gericht tegen de rijke architectuur van de Ringstraße.
Sigmund Freud stond er bekend om dat hij dagelijks een wandeling maakte rond de Ringstraße.

## Bezienswaardigheden
Veel belangrijke Weense gebouwen liggen aan of in de directe nabijheid van de Ring.
- De Weense Staatsopera
- De Hofburg
- Het Kunsthistorisches Museum Wien
- Het Naturhistorisches Museum Wien
- Het Burgtheater
- Het Stadhuis van Wenen
- Het Parlementsgebouw
- De Universiteit van Wenen (hoofdgebouw)
- De Votiefkerk
- De Wiener Musikverein
- Het MAK – Museum voor Toegepaste Kunst
- De Beurs (of Alte Börse)

## Onderverdeling
De Ringstraße bestaat uit de volgende straten:
- Stubenring; van Urania tot de Dr.-Karl-Lueger-Platz
- Parkring; van de Dr.-Karl-Lueger-Platz tot de Johannesgasse
- Schubertring; van de Johannesgasse tot de Schwarzenbergplatz
- Kärntner Ring; van de Schwarzenbergplatz tot de Kärntner Straße
- Opernring; van de Kärntner Straße tot de Eschenbachgasse
- Burgring; van de Eschenbachgasse tot de Bellariastraße
- Dr.-Karl-Renner-Ring; van de Bellariastraße tot de Stadiongasse
- Universitätsring (tot 2012: Dr.-Karl-Lueger-Ring); van de Stadiongasse tot de Schottengasse
- Schottenring; van de Schottengasse tot de Franz-Josefs-Kai